# Túnel de Lefortovo
El túnel de Lefortovo és un túnel per a trànsit rodat situat a Lefortovo, un barri del sud-est de Moscou (Rússia). Forma part del Tercer Cinturó de la ciutat. Els seus 2,2 km de longitud el fan el túnel urbà més llarg d'Europa. Fou construït amb una tuneladora de 14,2 m de diàmetre entre 2001 i 2003.
El túnel corre sota el riu Iauza, l'aigua del qual s'hi escola a alguns punts. En situacions de fortes gelades aquesta es gela, tot reduint dràsticament l'adherència de la superfície del túnel.
Arran de la seva alta accidentabilitat, se'l coneix com "El túnel de la Mort". A internet es troben vídeos que en principi recopilen accidents gravats per càmeres de seguretat del túnel (difosos fortament el 2006 a través de YouTube).